# Gran Lògia Nacional Francesa
La Gran Lògia Nacional Francesa (en francès: Grande Loge Nationale Française) és una obediència maçònica nascuda en l'any 1913 a partir d'una lògia del Gran Orient de França, la lògia "Centre des Amis", a la qual es va unir la lògia "Anglaise", de Bordeus. Va prendre llavors el nom de "Gran Lògia Nacional Independent i Regular per a França i les seves colònies" i va obtenir el reconeixement de la Gran Lògia Unida d'Anglaterra.

## Característiques de la Gran Lògia Nacional Francesa
Amb més de 38.000 membres afiliats, la Gran Lògia Nacional Francesa és l'única a França amb reconeixement de la Gran Lògia Unida d'Anglaterra i de les Grans Lògies pertanyents a la seva corrent maçònica. Tanmateix, això la manté aïllada, per pròpia iniciativa, de la unió de la Francmaçoneria Francesa, que agrupa a les nou principals obediències del país.
Han estat moltes les lògies que, cercant el reconeixement del corrent regular, han abandonat la seva adscripció a altres obediències franceses i s'han unit a la Gran Lògia Nacional Francesa. Però han estat també moltes les que han abandonat aquesta obediència per poder vincular-se amb la resta de la Maçoneria francesa. D'aquestes escissions ha sorgit un bon nombre de petites obediències: la Gran Lògia Tradicional i Simbòlica-Òpera, el Gran Priorat de les Galies, la Lògia Nacional Francesa, el Gran Priorat Rectificat d'Occitània, la Gran Lògia Unida de França i la Gran Lògia dels Maçons Regulars Francs i Acceptats.
En línia amb els plantejaments de la maçoneria regular liderada per la Gran Lògia Unida d'Anglaterra, els principals principis reguladors de la Gran Lògia Nacional Francesa són l'exigència als seus membres de declarar la creença en un Gran Arquitecte de l'Univers, la prohibició d'entaular discussions de contingut polític o religiós en la lògia, i el no reconeixement de la regularitat de la iniciació maçònica femenina.